# Ketének

A ketének általános szerkezeti képlete

A ketének R′R′′C=C=O általános képletű szerves vegyületek. A legegyszerűbb ketén az etenon, melyet (triviális néven) keténnek is neveznek, benne az R′ és R′′ csoport hidrogénatom.
A keténeket mint vegyületcsoportot elsőként Hermann Staudinger vizsgálta.

## Keletkezésük
A ketének savkloridokból állíthatók elő HCl kilépéssel járó eliminációs reakció során:
A reakcióban egy bázis – többnyire trietil-amin – eltávolítja a karbonilcsoporthoz képest alfa-helyzetben található savas hidrogénatomot, ezzel elősegítve a szén–szén kettős kötés kialakulását és a kloridion kilépését.
Ketének Wollf-átrendeződéssel α-diazoketonokból is keletkezhetnek.
A fenilecetsav bázis jelenlétében – az alfa proton erős savassága miatt – vízkilépés közben fenilketénné alakul.
Ketének keletkezhetnek az aceton pirolízise (hőbomlása) során is:
CH3−CO−CH3 + ΔT → CH2=C=O + CH4
Ez a reakció a Schmidlin-féle keténszintézis.

## Reakcióik
A ketének általában nagyon reakcióképesek és különböző cikloaddíciós reakciókban vesznek részt. Elektronban gazdag alkinekkel vagy karbonilvegyületekkel is [2+2] cikloaddíciós reakcióba lépnek, ezek termékei ciklobutenonok, illetve béta-laktonok. Iminekkel béta-laktámokat képeznek. Utóbbi reakció a Staudinger-szintézis, e fontos vegyületcsoport előállításának kényelmes eljárása.
A diolok (HO−R−OH) és bisz-ketének (O=C=CH−R′−CH=C=O) közötti reakcióban (−O−R−O−CO−R′−CO−) ismétlődő egységeket tartalmazó poliészterek keletkeznek.
Az etil-acetoacetát (acetecetsav-etilészter), mely szerves kémiai szintézisek nagyon fontos kiindulási anyaga, előállítható diketén és etanol reakciójával. A reakció során jó kitermeléssel közvetlenül etil-acetoacetát keletkezik, ezért az iparban ezt az eljárást használják.

## Fordítás
Ez a szócikk részben vagy egészben  a   Ketene című angol Wikipédia-szócikk ezen változatának fordításán alapul.  Az eredeti cikk szerkesztőit annak laptörténete sorolja fel. Ez a jelzés csupán a megfogalmazás eredetét és a szerzői jogokat jelzi, nem szolgál a cikkben szereplő információk forrásmegjelöléseként.